# ウインドプロファイラ
ウインドプロファイラ（Wind Profiler）は、地上から、上空（自由大気）の風を測る装置である。具体的な機材としては、上向きに設置されたドップラー・レーダーまたはドップラーソーダーが使われる。観測地点直上の風向及び風速の垂直分布を、瞬時に観測できる。
従来、自由大気中の風を測る手段として、ラジオゾンデなどの気球を飛ばして、それが風に流される動きから各高度における風向・風速を求めたり、航空機の対気速度と対地速度との差から風向・風速を逆算するといったことが行われてきた。ウインドプロファイラは、これらを代替・補完するものとして、現在、世界各国で研究及び実用化が進められている。
気象業務におけるウインドプロファイラの利用は始まったばかりで、2005年現在、本格的に気象業務のための観測網を展開しているのは、 日本とアメリカだけである。以下の記事においては、原則として、日本の気象庁がWINDAS（Wind Profiler Network and Data Acquisition System）として全国に展開している機材について述べる。
なお、気象庁における正式な表記は「ウィンドプロファイラ」である。

## 沿革
電離、温度、湿度などの不均一から生じる大気の屈折率のゆらぎによって電波が反射されることは、異常伝播やエンゼルエコーとして知られてきた。1970年代になると、この現象を利用した大気レーダーが開発され、ラジオゾンデが到達できないような超高空（成層圏上部～中間圏）の大気の動きを研究するために利用されるようになった。
この大気レーダーを対流圏の風の測定に使用するために改良したものが、ウインドプロファイラである。実際の気象業務における使用は、米国海洋大気庁（NOAA）による米国中西部での業務実験（1990年）を嚆矢とし、各国もこれに続いている。
常設の観測網としての展開は、1992年に運用が開始されたアメリカのNPN (NOAA Profiler Network) が世界初であり、2001年に日本のWINDAS（31地点。当初は25地点）がこれに続いた。欧州では、EUPROFと呼ばれる観測ネットワークが13か国27地点に展開し、業務化に向けた試験運用が進められている。
音波もまた、電波と同じように大気のゆらぎなどによって反射されることから、1980年代には、超音波または可聴域の音波を用いたソーダー方式のウインドプロファイラも開発されている。しかし、高度方向の分解能が高く測定可能高度が変動しにくいといった利点がある一方、降雨の落下音や周囲の物体の風切り音といった雑音によって測定不能に陥りやすく、施設の周囲（大気の状態によっては、音波の反射・屈折により、離れた場所でも）に騒音をもたらすなどの欠点があることから、通常の気象観測においては、NOAAが一部のレーダー方式のものに併設するなど、補助的かつ少数の使用にとどまっている。

## 概要
レーダー方式のウインドプロファイラには、大気に対する透過率、想定される反射体（大気のゆらぎ、降水粒子など）の大きさ、国際的・国内的な電波の利用状況などにかんがみて、以下の帯域の電波が用いられる（国際電気通信連合の1997年世界無線通信会議決定による）。
- 50MHz帯：測定高度2～数十km
- 400MHz帯：測定高度0.5～15km
- 1000MHz帯：測定高度0.1～数km

気象庁のウインドプロファイラは、1000MHz帯のうち1300MHz付近を用いている。測定高度が0.4～5km（理論上は最大8～15km）であることから、下部境界層レーダー（LTR）と呼ばれることもある。
このレーダーのアンテナは、4×4mの正方形の中に24×24個×2組の素子を持つ、理論ビーム幅4°のアクティブフェイズドアレイアンテナであり、アンテナ面上で電波の位相の分布をずらす（ホイヘンスの原理 参照）ことによって送受信する電波の方向を変えるため、機械的作動部分は存在しない。また、アンテナの周囲には地面による反射の影響を避けるためのクラッタフェンスと呼ばれる柵が設けられ（アンテナ自体を地面から浮かせる方式もある）、さらに降雪からアンテナを保護するためのレドームで覆われる場合もある。なお、音波を用いるソーダー方式のウインドプロファイラでは、複数の送受信装置を垂直及び東西南北に傾けて設置することによってビームの傾きを得ている。
送信出力は平均428W（最大2kW）。パルス繰り返し周波数は、10kHz・20kHz・40kHzの3段階切替式（それぞれパルス幅1.33μs・1μs・0.67μsに対応）となっており、気象条件による大気の透過率の変化や、観測目的に応じた高度方向の分解能（100～200m、実用上は300m）の調整に対応している。
風の測定自体は1分ごとに行われるが、時系列（120分間）の変化傾向から外れた誤データを取り除くなどの品質管理の処理を行うため、実際に出力される観測結果は、10分ごとのものである。各観測地点からは、これをさらに1時間（6回分）ごとにまとめたものが中央監視局（気象庁本庁）に送信され、全国分を編集した観測資料は、気象庁の業務に用いられるほか、民間気象会社の利用や気象庁Webサイトでの公開（外部リンク参照）に供されている。

## 測定原理

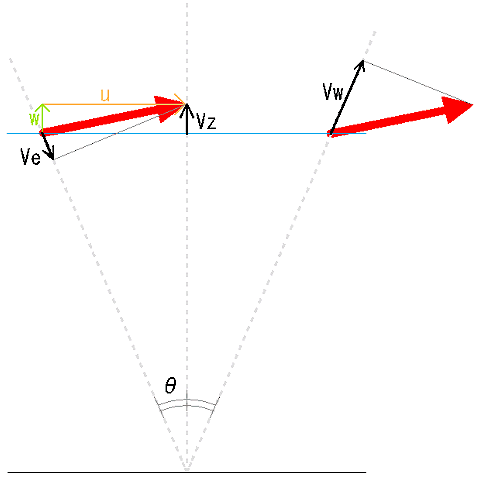
ウインドプロファイラの測定原理

ウインドプロファイラで風を観測する一般的な方法は、5ビーム法と呼ばれる。
まず、鉛直方向及び東西・南北それぞれに同角度（気象庁では10°）ずつ傾けたビームにより、合計5方向に対して、パルスの発信及び反射波の受信を行う。この反射波の到達時間及び周波数の変位から、各高度における空気の動きのうち、各ビームに平行な成分（ドップラー速度）が測定される。
各ビームによる測定結果から風のベクトルを得る例として、右図に、鉛直方向及び東西方向のビームによる測定と風との関係を示す。東西方向のビームの傾きをθ、風の水平（図では東西）成分をu、鉛直成分をw、そして鉛直方向及び東西方向のビームによって同高度に観測されたドップラー速度をそれぞれVz、Ve、Vwとすると、これらには以下の関係式が成り立つ。
```
Ve = w cosθ + u sinθ
Vw = w cosθ - u sinθ
Vz = w
```

これらを連立方程式として解くと、
```
u = ( Ve - Vw ) / 2 sinθ
w = Vz
```

を得る。同じ処理を南北方向についても行えば、この高度の風を3次元のベクトルとして把握することができる。
測定の前提として、同高度で5本のビームが入る空間（気象庁のものの場合、高度5kmにおいて半径約900mの円内）において均一な風が吹いていなければならないが、これは地形や建造物による影響を受けない上空においては概ね妥当な仮定であるため、実用上の問題はない。
また、この式の未知数はu、wのふたつなので、適当な反射をもたらす大気のゆらぎが存在しなかったり、測定結果が他の2本と矛盾しているなどして、東西・南北各軸において3本のビーム中1本の測定値が使用できなくなっても、観測は成立する。このため、実際の製品では、鉛直方向のビームを用いない4ビーム法や、鉛直方向のビームと東（西）及び北（南）方向各1本の斜めビームだけを用いる3ビーム法を用いるものもある。

### RASS
ウインドプロファイラの原理を応用して上空の気温の分布を測定するものとして、RASS (Radio Acoustic Sounding System) がある。これは、垂直に備え付けられた電波ビーム送受信機及び音波パルス発信機からなり、電波ビームをもって、高度ごとの風速の鉛直成分とともに、音波パルス（音波も気圧のゆらぎの一種である）の上昇速度を測定する。
空気中の音速は、空気の密度と気圧の関数として求められるが、空気の密度は気圧と気温の関数であり、さらに高度と気圧との関係は概ね固定的であるため、任意の高度について、音波パルスの上昇速度を風速の鉛直成分で補正して音速を確定すれば、その高度における気温が逆算される。
欧米では単独の装置として、あるいはレーダー方式のウインドプロファイラに音波パルス発信機を併設することでRASSを利用している観測施設もあるが、ソーダー方式のウインドプロファイラと同様に騒音を生じること、ラジオゾンデによる直接観測と比べて誤差が大きくなりがちであることなどから、日本では実用化されておらず、研究用のものが存在するのみである。

## 特徴
従来のラジオゾンデなどによる観測に比べて、ウインドプロファイラによる風の観測には、以下の長短がある。短所の存在は、ウインドプロファイラによる観測が、ラジオゾンデなどの飛翔体による観測を完全に代替するものではないことを示している。
- 長所
  - 確実に所定の観測地点の直上空の観測値が得られる。
  - 時間的にも空間的にも密度の高い観測が可能である。
  - 鉛直方向の風速が得られるため、大気の運動を立体的に把握できる。
  - 観測データの解析により、雨・雪の判別や雲中の降水粒子の成長過程の分析、逆転層の検出といった副次的な成果を得られる。
  - 無人・自動観測に適する。

- 短所
  - 風と同時に温度、湿度などの直接観測ができない。
  - 大気中に探知可能なゆらぎや粒子が存在しなかったり大量の降水粒子が存在する場合、欠測や誤差が生じる。
  - 特に波長の短い電波を使う場合、測定可能な高度の限界が低い。
  - ビームの中に航空機や鳥のようなレーダー断面積の大きな物体が入った場合に誤データが生じたり、逆に、積乱雲の発生などに伴う風の急変が誤データとして除去されてしまったりしやすい。

観測成果の利用にあたっては、気象レーダーやラジオゾンデの観測結果と照合分析することによって、より正確な情報を得ることができる。特に、観測値の不在が必ずしもその高度が無風状態であることを意味しないことには、注意が必要である。